# 針生盛幸
針生 盛幸（はりゅう もりゆき、永正12年（1515年） - 天文22年（1553年））は、陸奥国の戦国武将。父は蘆名氏第14代当主蘆名盛滋。子に針生盛秋。

## 生涯
父の盛滋が隠居した際、男子がなかったために、盛滋は弟の盛舜へ家督を譲ったが、盛滋の隠居中に盛幸が生まれた。
しかし蘆名氏の家督は盛舜の系統が代々受け継いだため、盛幸が家督を受け継ぐ事はなかった。
耶麻郡針生を領していた為、姓を「針生」と改め別家を興した。
盛幸は蘆名氏の正統を継げなかったものの、1653年、蘆名千鶴丸の死により蘆名氏嫡流が断絶した為、伊達家臣となっていた子孫は蘆名氏を再興した。